# Oddíl kosmonautů CPK
Oddíl kosmonautů CPK je jedním z oddílů kosmonautů v Rusku, resp. do roku 1991 v Sovětském svazu. Oddíl je složkou Střediska přípravy kosmonautů J. A. Gagarina (CPK) a sídlí, společně s celým střediskem, v Koroljovu u Moskvy.
Byl založen roku 1960 jako první oddíl kosmonautů v Sovětském svazu ve Středisku přípravy kosmonautů, které bylo útvarem vojenského letectva. Stal se nejpočetnějším a nejaktivnějším sovětským oddílem kosmonautů, jeho členové se účastnili naprosté většiny sovětských pilotovaných kosmických letů. Roku 2009 bylo vojenské Středisko přípravy kosmonautů zrušeno a jeho majetek i personál převzala nově založená stejnojmenná federální rozpočtová organizace podřízená Roskosmosu.

## Počátky
Rozhodnutí o vytvoření samostatného střediska pro přípravu kosmonautů v rámci letectva bylo přijato koncem roku 1959. V lednu 1960 hlavní velitel letectva potvrdil organizační strukturu nového Střediska přípravy kosmonautů vojenského letectva (CPK VVS). V únoru byl jmenován první náčelník CPK, plukovník Jevgenij Anatoljevič Karpov (zůstal zde tři roky), a začalo budování střediska.
Mezitím první aktivity v oblasti výběru a výcviku kosmonautů zahájil Institut letecké medicíny roku 1958 pod vedením Vladimira Jazdovského a Nikolaje Gurovského. Téhož roku Sergej Koroljov s Michailem Tichonravovem předložili vládě návrhy na pilotovaný vesmírný let. Oficiální souhlas dostali v první polovině roku 1959 Po stanovení kritérií výběru (do 35 let, do 175 cm, do 75 kg, výborné zdraví) byl vlastní výběr zahájen v srpnu 1959. Ze 3461 vojenských letců bylo do února 1960 v několika etapách vybráno plánovaných 20 lidí. Začátkem března rozkaz ministra obrany stanovil povinnosti a statut kosmonautů a od 7. března do 7. června 1960 bylo prvních dvacet budoucích kosmonautů rozkazem hlavního velitele letectva zařazeno do oddílu. Okamžitě (14. března 1960) byl zahájen výcvik na Frunzeho letišti v Moskvě, kde zpočátku sídlilo CPK. V létě 1960 středisko přesídlilo za Moskvu do dnešního Hvězdného městečka.
Protože na současnou přípravu všech dvaceti kosmonautů CPK nemělo vybavení, byla v létě 1960 (formálně až od 11. října) vydělena skupina šesti nejlepších kandidátů (Varlamov, Kartašov, Gagarin, Titov, Popovič a Nikolajev; už v červenci první dva, vyřazené lékaři, nahradili Něljubov a Bykovskij) procházející zrychlenou přípravou. Šestice 17. a 18. ledna 1961 složila zkoušky a získala kvalifikaci „kosmonaut VVS“. V březnu 1961 přišla první tragédie, Valentin Bondarenko uhořel v závěru týdenního pobytu v barokomoře. V březnu a dubnu 1961 oddíl opustili Varlamov a Kartašov, ostatní členové oddílu složili 3. dubna zkoušky a stali se kosmonauty. První let – Gagarinův – proběhl 12. dubna 1961, druhý – Titovův – v srpnu 1961. V září 1961 byl do užší skupiny zařazen Šonin (v červenci 1962 vyřazen z přípravy ze zdravotních důvodů, lékaři už v květnu vyřadili také Něljubova) a v listopadu přišel Volynov. Od června 1962 se na let Vostokem připravoval jako šestý ještě Komarov. V srpnu 1962 se do vesmíru podívali Popovič a Nikolajev. O rok později v červnu 1963 Bykovskij a Těreškovová. Od dubna 1963 se na let Vostokem připravovali i Chrunov a Leonov, od září ještě Zajkin, Beljejev a Gorbatko. V únoru 1964 byl program Vostok zrušen a kosmonauti převedeni do programu Voschod.
V lodích Voschod se kosmonauti do vesmíru podívali pouze dvakrát. V říjnu 1964 vzlétl Voschod 1 s tříčlennou posádkou, oddíl CPK zastupoval Komarov. V březnu 1965 Leonov poprvé vystoupil z lodi do vesmíru. Velitelem Voschodu 2 byl Beljajev.

## Doplňování oddílu
Čas od času proběhl doplňovací nábor do oddílu. Od roku 1963 byla standardní procedura následující (v závorkách jsou uvedeny čísla pro třetí nábor roku 1965): U vojenských letců (jak z letectva, tak ze sil protivzdušné obrany i z námořního letectva – např. Gagarin přišel z námořního letectva) v útvarech prošli služební spisy a vytřídili odpovídající kandidáty podle věku, výšky, váhy, vzdělání(cca 1000). Vhodné letce prosela mandátní komise, úspěšní (asi 600) odjeli na pozorování do Ústřední vojenské vědeckovýzkumné letecké nemocnice (CVNIAG VVS), lékaři doporučili pouze několik málo nejvhodnějších (65 nebo 69), poté meziresortní komise (složená ze zástupců ministerstva obrany – včetně vedení CPK, ministerstva zdravotnictví, „kosmického“ ministerstva všeobecného strojírenství, a Akademie věd) dala definitivní doporučení k výcviku (22). Vlastní zařazení do oddílu bylo provedeno o několik dnů (někdy i měsíců) později příkazem hlavního velitele letectva nebo ministra obrany. Nový člen oddílu se stal posluchačem-kosmonautem (слушатель-космонавт), od 80. let kandidátem na zkušebního kosmonauta (кандидат в космонавты-испытатели). Po dvouletém všeobecném kosmickém výcviku složil zkoušky před meziresortní komisí, získal tak kvalifikaci zkušební kosmonaut (космонавт-испытатель) a byl zařazen do skupiny připravující se k letům v některém programu.
Od roku 1959 proběhlo celkem 14 náborů do oddílu.

## 60. – 90. léta
Začátkem září 1966 byli kosmonauti oddílu rozděleni do sedmi skupin podle programů - Voschod, Sojuz 7K-OK, Spiral, Zvezda 7K-VI, Almaz, L-1 a L-3. Skupina pro Voschodu byla záhy rozpuštěna. Skupiny pro lety k Měsíci (oblet Měsíce v programu L-1 a přistání na Měsíci v programu L-3) byly záhy prakticky sloučeny, začátkem 1970 byl oblet Měsíce zrušen, kosmonauti se soustředili na nácvik přistání na Měsíci. Po úspěších amerického Apolla ztratil pro politické vedení Sovětského svazu lunární program smysl, a od listopadu 1972 se skupina přeorientovala na přípravu letu Sojuz-Apollo. Lunární program byl nakonec zrušen v květnu 1974. Skupina připravující se od září 1966 na lety lodí 7K-VI Zvezda byla současně se zrušením projektu v únoru 1968 převedena na program Sojuz VI. Ten byl zrušen v srpnu 1970 a kosmonauti přešli do programu Almaz.
Od počátku 70. let se z kosmonautů CPK skládaly posádky orbitálních stanic řady Almaz, obsazovali též místa velitelů posádek létajících v rámci programů Saljut a Mir.

## Od roku 2000
Od počátku osídlení Mezinárodní vesmírné stanice obsazují kosmonauti oddílu CPK polovinu míst ruské kvóty. Roku 2009 došlo k rozsáhlé reorganizaci. Dosavadní Středisko přípravy kosmonautů (CPK), vojenský útvar letectva, bylo zrušeno. Majetek a lidé CPK přešli do nově zřízené stejnojmenné organizace podléhající Roskosmosu. Kosmonauti změnili zaměstnavatele k 1. srpnu 2009. Se vznikem civilního střediska požádali o přijetí Jurij Malenčenko, v červenci 2009 uvolněný a armády i (vojenského) oddílu a Sergej Alexandrovič Žukov, vědec a manažer dosud stojící mimo oddíly. Byli přijati v únoru, resp. dubnu 2010. V prosinci 2010 Roskosmos rozhodl o shromáždění všech ruských kosmonautů do CPK a zrušení ostatních oddílů. V lednu 2011 proto začali kosmonauti z oddílu RKK Eněrgija a poslední člen oddílu Institutu lékařsko-biologických problémů přecházet do CPK.

### Nábor 2012
Protože se v předchozích uzavřených náborech kandidátů na kosmonauty často nedařilo získat dostatek zájemců, např. kvůli nízkým platům nebo dlouhému čekání na první let, rozhodla se Meziresortní komise pro výběr kosmonautů přistoupit k náboru otevřenému zájemcům z řad široké veřejnosti. Bylo stanoveno, že u kandidátů bude hodnoceno splnění morálních a psychologických požadavků, požadavků na odbornou způsobilost, požadavků na fyzickou zdatnost a lékařských požadavků. První otevřený nábor za dobu sovětské a ruské kosmonautiky byl vyhlášen 27. ledna 2012 a ustanovená soutěžní komise po svých jednáních pravidelně informovala o počtu obdržených a již posouzených žádosti, počtu uchazečů propuštěných do druhé etapy, během níž budou již osobně absolvovat odborné, tělovýchovné, lékařské, psychologické a další specializované testy a studie. Bylo také rozhodnuto o prodloužení původně dvouměsíční lhůty pro příjem žádostí až do 30. dubna 2012.
Soutěžní komise nakonec v termínu obdržela 304 žádostí (včetně 43 žen), z toho 220 od uchazečů z organizací mimo vojenské složky a kosmický průmysl. Po vyloučení neúplných žádostí komise k 1. červnu 2012 posoudila podklady od 238 uchazečů a 50 sad dokumentů ještě zbývalo k posouzení. Celkem 45 uchazečů bylo komisí doporučeno k účasti v druhé fázi výběru, ovšem 21 z nich již bylo z této druhé fáze vyřazeno.
A už 6. září 2012 komise informovala, že na zasedání o dva dny dříve dokončila výběr. K účasti v druhé, osobní fázi výběru doporučila celkem 50 uchazečů. Mnozí z nich byli během nebo po absolvování všech testů vyloučeni, protože nesplňovali dané požadavky. Z 10 úspěšných uchazečů nakonec komise vybrala 8 a navrhla jejich zařazení do oddílu CPK. Její návrh 8. října 2012 definitivně schválila Meziresortní komise pro výběr kosmonautů. Novými kandidáty na kosmonauty se stali:
- Oleg Blinov, Nikolaj Čub, Pjotr Dubrov, Andrej Feďajev, Ignat Ignatov, Anna Kikinová, Sergej Korsakov a Dmitrij Petělin.

Kandidáti nastoupili do oddílu CPK 26. října 2012 a zahájili výcvik, s výjimkou Andreje Feďajeva, který se k ostatním naplno připojil až 25. dubna 2013, po svém uvolnění z vojenského letectva.
Všeobecná lékařská komise na svém zasedání 22. dubna 2014 po přezkoumání lékařské zprávy Ignata Ignatova nepovolila jeho účast na speciálním výcviku, který je pokračováním přípravy po dokončení základního výcviku a získání kvalifikace zkušebního kosmonauta. Bylo mu však umožněno kurz dokončit a podstoupit státní závěrečnou zkoušku. Tu celá skupina úspěšně složila na závěr základního výcviku ve dnech 5. a 6. června 2014. Meziresortní kvalifikační komisi proto bylo navrženo udělit všem osmi kandidátům kvalifikaci zkušebního kosmonauta Komise však na svém zasedání 16. června po projednání dokumentace a výsledků výcviku a státní zkoušky přidělila kvalifikaci jen šesti navrženým – Blinovovi, Dubrovovi, Korsakovovi, Petělinovi, Feďajevovi a Čubovi. Ignatov, který kvalifikaci nemohl získat kvůli rozhodnutí lékařské komise, se zasedání kvalifikační komise ani nezúčastnil, a ohledně Kikinové agentura Interfax informovala, že byla kvalifikační komisí dočasně ponechána v pozici kandidátka na kosmonauta s tím, že bude muset absolvovat kurz dalšího výcviku. Kvalifikační komise jí pak příslušný certifikát zkušebního kosmonauta udělila 17. prosince 2014. Na stejném zasedání navíc komise rozhodla o uvolnění Ignata Ignatova z oddílu kosmonautů na základě závěru MMC, což se rozhodnutím ředitele CKP 19. prosince 2014 také stalo.

### Nábor 2018
Středisko pro výcvik kosmonautů informovalo o vyhlášení nového výběru kosmonautů 22. března 2017. Zájemci byli vyzváni, aby doručili požadované osobní doklady a zdravotní dokumenty do Hvězdného městečka v termínu do 14. července 2017. V poslední den lhůty CPK oznámilo, že pro zvládnutí náročných úkolů a nové techniky potřebuje sbor kosmonautů více mladých lidí s technickými, technickými a přírodovědnými kompetencemi, a proto bude i nadále přijímat přihlášky do výběru kosmonautů, zatímco kandidáti, jejichž přihlášky už byly schváleny, vstoupí do etapy testování.
Další zveřejněnou informací už bylo rozhodnutí příslušné meziresortní komise, která 10. srpna 2018 schválila 8 uchazečů jako nové kandidáty na kosmonauty, z nich 4 vojenské piloty a 4 inženýry. Byli jimi:
- Konstantin Borisov, Alexandr Gorbunov, Alexandr Grebjonkin, Alexej Zubrickij, Sergej Mikajev, Kirill Peskov, Oleg Platonov a Jevgenij Prokopjev.

CPK oznámilo, že jejich výcvik začne na podzim 2018 a potrvá asi dva roky. Po jeho dokončení, úspěšném složení zkoušek a při zachování potřebné úrovně zdravotního stavu budou kandidáti na kosmonauta zařazeni do oddílu kosmonautů. Ředitel CPK, zkušební pilot Pavel Vlasov, v oznámení o rozhodnutí komise uvedl, že žádosti do právě skončeného výběru podalo celkem 420 lidí, z toho 87 žen. Na druhou, prezenční etapu výběru bylo přijato 103 lidí, z toho 11 žen, z nich však žádná nesplnila všechna kritéria.
Vybraní kandidáti postupně nastoupili do výcviku během října a listopadu 2018. Obecnou kosmickou přípravu, která zahrnuje 3 700 teoretického a praktického výcviku, tak absolvovali v době komplikované opatřeními proti koronavirové pandemii, včetně nutnosti využít dálkovou výuku. Ani to však sedmi z nich nezabránilo úspěšně složit všech asi 60 testů a zkoušek, včetně závěrečné státní zkoušky 24. a 25. listopadu 2020, takže mohli 2. prosince 2020 získat certifikát o udělení kvalifikace zkušebního kosmonauta a tím i možnost pokračovat v přípravě speciálním výcvikem a vyhlížet zařazení do některé z plánovaných posádek. Šest z nich se dočkalo už po 14 měsících, 2. února 2022, kdy byl zveřejněn návrh posádek nadcházejících misí na ISS.
Jediným kandidátem ze skupiny, který se k udělení statusu zkušebního kosmonauta nekvalifikoval a byl přeřazen do základního kosmického výcviku, byl Jevgenij Prokopjev, bratr kosmonauta Sergeje Prokopjeva. Krátce poté – 11. února 2021 – oddíl kosmonautů opustil.

### Nábor 2021
Další veřejný nábor kandidátů na kosmonauty CPK vyhlásilo 3. června 2019. přijímání dokumentů skončilo 1. června 2020. O místo v oddílu se i tentokrát mohli ucházet občané Ruské federace do 35 let, kteří získali vyšší, převážně technické vzdělání. Při výběru museli prokázat odbornou způsobilost, podstoupili lékařskou prohlídku a psychologické testování a splnit požadavky, které platí pro fyzickou přípravu kandidátů na kosmonauty.
V soutěžní komisi se sešlo 2229 ústních a písemných žádostí, ale pouze 183 lidí dodalo všechny potřebné dokumenty. Z toho 64 uchazečů včetně 9 žen posuzovala meziresortní komise a vybrala 4 přihlášené, kteří byli 27. ledna 2021 schváleni jako noví kandidáti na kosmonauty. Stali se jimi:
- Sergej Irtuganov, Arutjun Kivirjan, Alexandr Koljabin a Sergej Teterjatnikov.

Během jarních měsíců roku 2021 se zařadili do oddílu kosmonautů CPK a zahájili základní výcvik, po jehož dokončení přistoupili 14. června 2023 ke státní závěrečné zkoušce, v níž všichni uspěli. Meziresortní kvalifikační komise však o dva dny později rozhodla o udělení certifikátů zkušebních kosmonautů pouze třem uchazečům, protože v případě Sergeje Irtuganova se o udělení certifikátu nejednalo kvůli závěru hlavní lékařské komise z 27. dubna 2023 o nevhodnosti tohoto uchazeče pro speciální výcvik.

### Nábor 2024
Čtvrtý otevřený výběr Roskosmos a CPK vyhlásili 10. července 2023. Zájemci se ho mohli zúčastnit za obdobných podmínek jako v předchozích případech – ruské občanství, věk do 35 let, výška 150 – 190 cm, hmotnost 50 – 90 kg, vysokoškolské vzdělání ve vybraných oborech, praxe v oboru minimálně 3 roky, znalost angličtiny, absence chronických onemocnění a dobrá fyzická zdatnost. Zástupci CPK a Roskosmosu na tiskové konferenci k vyhlášení výběru řekli, že v závislosti na kvalitách uchazečů očekávají, že oddíl kosmonautů doplní 4 až 6 lidí. Uvedli také, že výsledky výběru by měly být oznámeny do 22. března 2024.
Roskosmos a Centrum dokonce pro zvýšení zájmu uspořádali v září 2023 tiskovou konferenci, na které novináře podrobně informovali o průběhu výběru uchazečů a umožnili jim absolvovat některé testy. Přesto si situace vyžádala prodloužení původní lhůty pro podání přihlášek a souvisejících dokumentů ze 30. října na 20. prosince 2023.
Den po skončení termínu organizátoři výběru oznámili, že z 1394 přihlášek podaných telefonicky, emailem nebo písemně bylo 263 (zhruba pětina) doplněno také potřebným balíkem souvisejících dokumentů, z toho 69 doručily ženy. Přitom 63 žádostí přišlo od vojenských uchazečů a 45 od zájemců z podniků v raketovém a kosmickém průmyslu. Všichni absolvovali testy odbornosti a zdatnosti a zdravotnická i psychologická vyšetření, jimiž úspěšně prošlo do poslední fáze výběru 41 lidí (33 mužů, 8 žen). Z nich 20 už k 21. prosinci 2023 poslední fází prošlo a 2 úspěšní uchazeči čekají na závěrečné rozhodnutí lékařských komisí. Jména čtyř úspěšných účastníků 4. náboru oznámil Roskosmos 28. května 2024. Kandidáty na zkušební kosmonauty se stali:
- Anastasia Burčuladzeová, Elčin Vachidov, Vladimir Vorožko a Alexandr Žerebcov.

Do CPK čtveřice nastoupila 2. září 2024 a zahájila dvouletý všeobecný kosmický výcvik, po jehož úspěšném dokončení a složení státní zkoušky jim bude udělena kvalifikace „zkušební kosmonaut“.

## Aktivní kosmonauti
Seznam je aktuální k 10. srpnu 2025, kdy oddíl měl 23 členů, další 4 vybraní uchazeči byli v základním výcviku. Zeleně jsou označeni kosmonauti pobývající ve vesmíru při dosud neukončených letech, kurzívou jsou vyznačeny plánované lety, do jejichž posádek byli kosmonauti jmenováni. 
| Jméno                              | Narození úmrtí    | Původně                                             | V oddílu od        | Lety                                                                        | Celkem v kosmu                                      | V oddílu do         |
| ---------------------------------- | ----------------- | --------------------------------------------------- | ------------------ | --------------------------------------------------------------------------- | --------------------------------------------------- | ------------------- |
| Alexej Nikolajevič Ovčinin         | 28. září 1971     | letec CPK                                           | 11. října 2006     | E-47/48, 2016 E-59/60, 2019 E-72 (Sojuz MS-26), 2024/25                     | 595 dní, 4 hodiny a 29 minut                        | aktivní             |
| Sergej Nikolajevič Ryžikov         | 19. srpna 1974    | letec VVS                                           | 11. října 2006     | E-49/50, 2016/17 E-64, 2020/21 E-73 (Sojuz MS-27), 2025                     | 358 dní, 2 hodiny a 25 minut + 3. let dosud 124 dní | aktivní             |
| Oleg Dmitrijevič Kononěnko         | 21. června 1964   | kosmonaut CSKB Progress, pak kosmonaut RKK Eněrgija | 22. ledna 2011     | E-17, 2008 E-30/31, 2011/12 E-44/45, 2015 E-58/59, 2018/19 E-70/71, 2023/24 | 1 110 dní, 14 hodin a 58 minut                      | aktivní             |
| Oleg Germanovič Artěmjev           | 28. prosince 1970 | kosmonaut RKK Eněrgija                              | 22. ledna 2011     | E-39/40, 2014 E-55/56, 2018 E-67, 2022                                      | 560 dní, 18 hodin a 8 minut                         | aktivní             |
| Sergej Vladimirovič Kuď-Sverčkov   | 23. srpna 1983    | kosmonaut RKK Eněrgija                              | 22. ledna 2011     | E-64, 2020/21                                                               | 184 dní, 23 hodin a 10 minut                        | aktivní             |
| Ivan Viktorovič Vagner             | 10. července 1985 | kosmonaut RKK Eněrgija                              | 22. ledna 2011     | E-63, 2020 E-72 (Sojuz MS-26), 2024/25                                      | 416 dní, 3 hodiny a 46 minut                        | aktivní             |
| Sergej Valerjevič Prokopjev        | 19. února 1975    | letec VVS                                           | 1. února 2011      | E-56/57, 2018 E-68/69, 2022/23                                              | 567 dní, 15 hodin a 11 minut                        | aktivní             |
| Nikolaj Alexandrovič Čub           | 10. června 1984   | ředitel obchodní společnosti                        | 26. října 2012     | E-70/71, 2023/24                                                            | 373 dní, 20 hodin a 14 minut                        | aktivní             |
| Pjotr Valerjevič Dubrov            | 30. ledna 1978    | inženýr-programátor                                 | 26. října 2012     | E-65/66, 2021/22                                                            | 355 dní, 3 hodiny a 46 minut                        | aktivní             |
| Anna Jurjevna Kikinová             | 27. srpna 1984    | záchranářka, manažerka rádia                        | 26. října 2012     | E-68, 2022/23                                                               | 157 dní, 10 hodin a 1 minuta                        | aktivní             |
| Sergej Vladimirovič Korsakov       | 1. září 1984      | pracovník finanční společnosti                      | 26. října 2012     | E-67, 2022                                                                  | 194 dní, 19 hodin a 2 minuty                        | aktivní             |
| Dmitrij Alexandrovič Petělin       | 10. července 1983 | letecký inženýr                                     | 26. října 2012     | E-68/69, 2022/23                                                            | 370 dní, 21 hodin a 22 minut                        | aktivní             |
| Andrej Valerjevič Feďajev          | 26. února 1981    | letec VMF                                           | 25. dubna 2013     | E-69, 2023                                                                  | 185 dní, 22 hodin a 43 minut                        | aktivní             |
| Konstantin Sergejevič Borisov      | 14. srpna 1984    | letecký inženýr                                     | 1. října 2018      | E-70, 2023/24                                                               | 199 dní, 6 hodin a 20 minut                         | aktivní             |
| Alexandr Vladimirovič Gorbunov     | 24. května 1990   | inženýr RKK Eněrgija                                | 1. října 2018      | E-72 (SpaceX Crew-9)                                                        | 171 dní, 4 hodiny a 40 minut                        | aktivní             |
| Kirill Alexandrovič Peskov         | 1. května 1990    | dopravní pilot                                      | 1. října 2018      | E-73 (SpaceX Crew-10)                                                       | 147 dní, 16 hodin a 29 minut                        | aktivní             |
| Alexej Vitaljevič Zubrickij        | 22. srpna 1992    | letec VVS                                           | 1. listopadu 2018  | E-73 (Sojuz MS-27)                                                          | 1. let dosud 124 dní                                | aktivní             |
| Alexandr Sergejevič Grebjonkin     | 15. července 1982 | inženýr VVS                                         | 6. listopadu 2018  | E-71, 2024                                                                  | 235 dní, 3 hodiny a 35 minut                        | aktivní             |
| Sergej Nikolajevič Mikajev         | 15. srpna 1986    | letec VVS                                           | 12. listopadu 2018 |                                                                             |                                                     | aktivní             |
| Oleg Vladimirovič Platonov         | 27. června 1986   | letec VVS                                           | 16. listopadu 2018 | E-73 (SpaceX Crew-11)                                                       | 1. let dosud 9 dní                                  | aktivní             |
| Artjun Artjunovič Kivirjan         | 23. srpna 1993    | inženýr RKK Eněrgija                                | 1. dubna 2021      |                                                                             |                                                     | aktivní             |
| Alexandr Sergejevič Koljabin       | 12. ledna 1987    | letec VVS                                           | 5. května 2021     |                                                                             |                                                     | aktivní             |
| Sergej Alexandrovič Teterjatnikov  | 19. prosince 1988 | inženýr VMF                                         | 26. června 2021    |                                                                             |                                                     | aktivní             |
|                                    |                   |                                                     |                    |                                                                             |                                                     |                     |
| Anastasia Georgievna Burčuladzeová | 13. května 1996   | letecká konstruktérka                               | 2. září 2024       |                                                                             |                                                     | v základním výcviku |
| Elčin Anver Vachidov               | 17. dubna 1993    | inženýr MO                                          | 2. září 2024       |                                                                             |                                                     | v základním výcviku |
| Vladimir Nikolajevič Vorožko       | 14. září 1997     | pilot, velitel letadla                              | 2. září 2024       |                                                                             |                                                     | v základním výcviku |
| Alexandr Nikolajevič Žerebcov      | 8. listopadu 1990 | velitel letky                                       | 2. září 2024       |                                                                             |                                                     | v základním výcviku |

## Dřívější členové oddílu kosmonautů
Seznam je aktuální k 27. červnu 2025.
| Jméno                               | Narození úmrtí                    | Původně                     | V oddílu od                                                  | Lety | Celkem v kosmu               | V oddílu do                                     |
| ----------------------------------- | --------------------------------- | --------------------------- | ------------------------------------------------------------ | --- | ---------------------------- | ----------------------------------------------- |
| Ivan Nikolajevič Anikejev           | 12. února 1933 20. srpna 1992     | letec VMF                   | 7. března 1960                                               | |                              | 17. dubna 1963                                  |
| Valerij Fjodorovič Bykovskij        | 2. srpna 1934 27. března 2019     | letec VVS                   | 7. března 1960                                               | Vostok 5, 1963 Sojuz 22, 1976 Sojuz 31/Saljut 6/Sojuz 29, 1978                                                                                     | 20 dní, 17 hodin a 48 minut  | 26. ledna 1982                                  |
| Jurij Alexejevič Gagarin            | 9. března 1934 27. března 1968    | letec VMF                   | 7. března 1960                                               | Vostok 1, 1961 | 1 hodina a 48 minut          | 27. března 1968                                 |
| Viktor Vasiljevič Gorbatko          | 3. prosince 1934 17. května 2017  | letec VVS                   | 7. března 1960                                               | Sojuz 7, 1969 Sojuz 24/Saljut 5, 1977 Sojuz 37/Saljut 6/Sojuz 36, 1980                                                                             | 30 dní, 12 hodin a 48 minut  | 28. srpna 1982                                  |
| Vladimir Michajlovič Komarov        | 16. března 1927 24. dubna 1967    | letec a inženýr VVS         | 7. března 1960                                               | Voschod 1, 1964 Sojuz 1, 1967 | 2 dní, 3 hodiny a 5 minut    | 24. dubna 1967                                  |
| Alexej Archipovič Leonov            | 30. května 1934 11. října 2019    | letec VVS                   | 7. března 1960                                               | Voschod 2, 1965 Sojuz 19, 1975 | 7 dní a 33 minut             | 19. prosince 1985                               |
| Grigorij Grigorjevič Něljubov       | 31. března 1934 18. února 1966    | letec VMF                   | 7. března 1960                                               | |                              | 17. dubna 1963                                  |
| Andrian Grigorjevič Nikolajev       | 5. září 1929 3. června 2004       | letec PVO                   | 7. března 1960                                               | Vostok 3, 1962 Sojuz 9, 1970 | 21 dní, 15 hodin a 21 minut  | 26. ledna 1982                                  |
| Pavel Romanovič Popovič             | 5. října 1930 29. září 2009       | letec VVS                   | 7. března 1960                                               | Vostok 4, 1962 Sojuz 14/Saljut 3, 1974 | 18 dní, 16 hodin a 27 minut  | 26. ledna 1982                                  |
| Georgij Stěpanovič Šonin            | 3. srpna 1935 6. dubna 1997       | letec VMF                   | 7. března 1960                                               | Sojuz 6, 1969 | 4 dny, 22 hodin a 43 minut   | 28. dubna 1979                                  |
| German Stěpanovič Titov             | 11. září 1935 20. září 2000       | letec PVO                   | 7. března 1960                                               | Vostok 2, 1961 | 1 den, 1 hodina a 18 minut   | 17. června 1970                                 |
| Boris Valentinovič Volynov          | 18. prosince 1934                 | letec PVO                   | 7. března 1960                                               | Sojuz 5, 1969 Sojuz 21/Saljut 5, 1976 | 52 dní, 7 hodin a 18 minut   | 30. května 1990                                 |
| Jevgenij Vasiljevič Chrunov         | 10. září 1933 19. května 2000     | letec VVS                   | 9. března 1960                                               | Sojuz 5/Sojuz 4, 1969 | 1 den, 23 hodin a 46 minut   | 25. prosince 1980                               |
| Valentin Ignaťjevič Filaťjev        | 21. ledna 1930 15. září 1990      | letec PVO                   | 25. března 1960                                              | |                              | 17. dubna 1963                                  |
| Dmitrij Alexejevič Zaikin           | 29. dubna 1932 20. října 2013     | letec VVS                   | 25. března 1960                                              | |                              | 25. října 1969                                  |
| Pavel Ivanovič Beljajev             | 26. června 1925 10. ledna 1970    | letec VMF                   | 28. března 1960                                              | Voschod 2, 1965 | 1 den, 2 hodiny a 2 minuty   | 10. ledna 1970                                  |
| Valentin Vasiljevič Bondarenko      | 16. února 1937 23. března 1961    | letec VVS                   | 28. března 1960                                              | |                              | 23. března 1961                                 |
| Valentin Stěpanovič Varlamov        | 15. srpna 1934 2. listopadu 1980  | letec PVO                   | 28. března 1960                                              | |                              | 6. března 1961                                  |
| Mars Zakirovič Rafikov              | 29. září 1933 23. července 2000   | letec PVO                   | 28. března 1960                                              | |                              | 24. března 1962                                 |
| Anatolij Jakovlevič Kartašov        | 25. srpna 1932 11. prosince 2005  | letec VVS                   | 7. června 1960                                               | |                              | 7. dubna 1961                                   |
| Jurij Petrovič Arťuchin             | 22. června 1930 4. srpna 1998     | inženýr VVS                 | 10. ledna 1963                                               | Sojuz 14/Saljut 3, 1974 | 15 dní, 17 hodin a 30 minut  | 26. ledna 1982                                  |
| Eduard Ivanovič Bujnovskij          | 26. února 1936                    | inženýr RVSN                | 10. ledna 1963                                               | |                              | 11. prosince 1964                               |
| Lev Stěpanovič Ďomin                | 11. ledna 1926 18. prosince 1998  | inženýr VVS                 | 10. ledna 1963                                               | Sojuz 15, 1974 | 2 dny a 12 minut             | 25. května 1979                                 |
| Georgij Timofejevič Dobrovolskij    | 1. června 1928 30. června 1971    | letec VVS                   | 10. ledna 1963                                               | Sojuz 11/Saljut 1, 1971 | 23 dní, 18 hodin a 21 minut  | 30. června 1971                                 |
| Anatolij Vasiljevič Filipčenko      | 26. února 1928 7. srpna 2022      | letec VVS                   | 10. ledna 1963                                               | Sojuz 7, 1969 Sojuz 16, 1974 | 10 dní, 21 hodin a 4 minuty  | 26. ledna 1982                                  |
| Alexej Alexandrovič Gubarev         | 29. března 1931 21. února 2015    | letec VMF                   | 10. ledna 1963                                               | Sojuz 17/Saljut 4, 1975 Sojuz 28/Saljut 6, 1978 | 37 dní, 11 hodin a 36 minut  | 1. září 1981                                    |
| Vladislav Ivanovič Guljajev         | 31. května 1937 19. dubna 1990    | inženýr RVSN                | 10. ledna 1963                                               | |                              | 6. března 1968                                  |
| Pjotr Ivanovič Kolodin              | 23. září 1930                     | inženýr MO                  | 10. ledna 1963                                               | |                              | 20. dubna 1983                                  |
| Eduard Pavlovič Kugno               | 27. června 1935 24. února 1994    | inženýr VVS                 | 10. ledna 1963                                               | |                              | 16. dubna 1964                                  |
| Anatolij Petrovič Kuklin            | 3. ledna 1932 16. ledna 2005      | letec VVS                   | 10. ledna 1963                                               | |                              | 15. září 1975                                   |
| Alexandr Nikolajevič Matinčenko     | 4. září 1927 18. června 1999      | letec a inženýr VVS         | 10. ledna 1963                                               | |                              | 19. ledna 1972                                  |
| Vladimir Alexandrovič Šatalov       | 8. prosince 1927 15. června 2021  | letec VVS                   | 10. ledna 1963                                               | Sojuz 4, 1969 Sojuz 8, 1969 Sojuz 10, 1971 | 9 dní, 21 hodin a 57 minut   | 25. června 1971                                 |
| Lev Vasiljevič Vorobjov             | 24. února 1931 12. května 2010    | letec PVO                   | 10. ledna 1963                                               | |                              | 28. června 1974                                 |
| Anatolij Fjodorovič Voronov         | 11. června 1930 31. října 1993    | letec VVS                   | 10. ledna 1963                                               | |                              | 25. května 1979                                 |
| Vitalij Michajlovič Žolobov         | 18. června 1937                   | inženýr RVSN                | 10. ledna 1963                                               | Sojuz 21/Saljut 5, 1976 | 49 dní, 6 hodin a 24 minut   | 7. ledna 1981                                   |
| Georgij Timofejevič Beregovoj       | 15. dubna 1921 30. června 1995    | letec VVS                   | 23. ledna 1964                                               | Sojuz 3, 1968 | 3 dní, 22 hodin a 51 minut   | 25. února 1982                                  |
| Boris Nikolajevič Bělousov          | 27. července 1930 27. června 1998 | inženýr RVSN                | 28. října 1965                                               | |                              | 5. ledna 1968                                   |
| Vladimir Alexandrovič Děgťarjov     | 4. dubna 1932                     | lékař VVS                   | 28. října 1965                                               | |                              | 17. ledna 1966                                  |
| Anatolij Pavlovič Fjodorov          | 14. dubna 1941 21. března 2002    | letec VVS                   | 28. října 1965                                               | |                              | 28. května 1974                                 |
| Jurij Nikolajevič Glazkov           | 2. října 1939 8. prosince 2008    | inženýr RVSN                | 28. října 1965                                               | Sojuz 24/Saljut 5, 1977 | 17 dní, 17 hodin a 26 minut  | 26. ledna 1982                                  |
| Vitalij Andrejevič Griščenko        | 26. dubna 1942 4. května 1992     | letec VVS                   | 28. října 1965                                               | |                              | 5. února 1968                                   |
| Oleg Anatoljevič Jakovlev           | 31. prosince 1940 2. května 1990  | letec PVO                   | 28. října 1965                                               | |                              | 22. května 1973                                 |
| Jevgenij Nikolajevič Chludějev      | 10. září 1940 19. září 1995       | inženýr RVSN                | 28. října 1965                                               | |                              | 11. října 1988                                  |
| Leonid Děnisovič Kizim              | 5. srpna 1941 14. června 2010     | letec VVS                   | 28. října 1965                                               | Sojuz T-3/Saljut 6, 1980 Sojuz T-10/Saljut 7/Sojuz T-11, 1984 Sojuz T-15/Mir/Saljut 7, 1986                                                        | 374 dní, 17 hodin a 58 minut | 13. června 1987                                 |
| Pjotr Iljič Klimuk                  | 10. července 1942                 | letec PVO                   | 28. října 1965                                               | Sojuz 13, 1973 Sojuz 18/Saljut 4, 1975 Sojuz 30/Saljut 6, 1978                                                                                     | 78 dní, 18 hodin a 19 minut  | 3. března 1982                                  |
| Gennadij Michajlovič Kolesnikov     | 7. října 1936                     | inženýr VVS                 | 28. října 1965                                               | |                              | 16. prosince 1967                               |
| Alexandr Jakovlevič Kramarenko      | 8. listopadu 1942 13. dubna 2002  | letec VVS                   | 28. října 1965                                               | |                              | 30. dubna 1969                                  |
| Michail Ivanovič Lisun              | 5. září 1935 31. července 2012    | inženýr VVS                 | 28. října 1965                                               | |                              | 19. září 1989                                   |
| Alexandr Jakovlevič Petrušenko      | 1. ledna 1942 11. listopadu 1992  | letec PVO                   | 28. října 1965                                               | |                              | 15. června 1973                                 |
| Vladimir Jevgenjevič Preobraženskij | 3. února 1939 25. října 1993      | inženýr VMF                 | 28. října 1965                                               | |                              | 18. listopadu 1980                              |
| Valerij Iljič Rožděstvenskij        | 13. února 1939 2. září 2011       | inženýr VMF                 | 28. října 1965                                               | Sojuz 23, 1976 | 2 dny a 7 minut              | 24. června 1986                                 |
| Gennadij Vasiljevič Sarafanov       | 1. ledna 1942 29. září 2005       | letec VVS                   | 28. října 1965                                               | Sojuz 15, 1974 | 2 dny a 12 minut             | 7. července 1986                                |
| Alexandr Alexandrovič Skvorcov      | 8. června 1942                    | letec PVO                   | 28. října 1965                                               | |                              | 5. ledna 1968                                   |
| Eduard Nikolajevič Stěpanov         | 14. dubna 1937 19. října 2015     | inženýr VVS                 | 28. října 1965                                               | |                              | 31. října 1992                                  |
| Ansar Ilgamovič Šarafutdinov        | 26. června 1939                   | letec VVS                   | 28. října 1965                                               | |                              | 5. ledna 1968                                   |
| Vasilij Dmitrijevič Ščeglov         | 9. dubna 1940 16. července 1973   | letec VVS                   | 28. října 1965                                               | |                              | 17. října 1972                                  |
| Valerij Abramovič Vološin           | 24. dubna 1942                    | letec VVS                   | 28. října 1965                                               | |                              | 9. dubna 1969                                   |
| Vjačeslav Dmitrijevič Zudov         | 8. ledna 1942                     | letec VVS                   | 28. října 1965                                               | Sojuz 23, 1976 | 2 dny a 7 minut              | 14. května 1987                                 |
| Vasilij Grigorjevič Lazarev         | 23. února 1928 31. prosince 1990  | letec a lékař VVS           | 17. ledna 1966                                               | Sojuz 12, 1973 | 1 den, 23 hodin a 16 minut   | 27. listopadu 1985                              |
| Vladimir Borisovič Alexejev         | 19. srpna 1933 1. března 2013     | inženýr PVO                 | 12. dubna 1967                                               | |                              | 20. dubna 1983                                  |
| Michail Nikolajevič Burdajev        | 27. srpna 1932 18. prosince 2019  | inženýr PVO                 | 12. dubna 1967                                               | |                              | 20. dubna 1983                                  |
| Nikolaj Stěpanovič Porvatkin        | 15. dubna 1932 28. září 2009      | inženýr PVO                 | 12. dubna 1967                                               | |                              | 20. dubna 1983                                  |
| Valerij Michajlovič Běloborodov     | 26. října 1939 20. září 2004      | letec VVS                   | 7. května 1967                                               | |                              | 29. srpna 1969                                  |
| Sergej Nikolajevič Gajdukov         | 31. října 1936 5. prosince 2008   | letec VVS                   | 7. května 1967                                               | |                              | 4. prosince 1978                                |
| Vladimir Timofejevič Isakov         | 4. dubna 1940                     | letec VVS                   | 7. května 1967                                               | |                              | 20. dubna 1983                                  |
| Vladimir Vasiljevič Kovaljonok      | 3. března 1942                    | letec VVS                   | 7. května 1967                                               | Sojuz 25, 1977 Sojuz 29/Saljut 6/Sojuz 31, 1978 Sojuz T-4/Saljut 6, 1981                                                                           | 216 dní, 9 hodin a 10 minut  | 23. června 1984                                 |
| Vladimir Sergejevič Kozelskij       | 12. ledna 1942                    | letec VVS                   | 7. května 1967                                               | |                              | 20. dubna 1983                                  |
| Vladimir Afanasjevič Ljachov        | 20. července 1941 19. dubna 2018  | letec PVO                   | 7. května 1967                                               | Sojuz 32/Saljut 6/Sojuz 34, 1979 Sojuz T-9/Saljut 7, 1983 Sojuz TM-6/Mir/Sojuz TM-5, 1988                                                          | 333 dní, 7 hodin a 48 minut  | 7. září 1994                                    |
| Jurij Vasiljevič Malyšev            | 27. srpna 1941 8. listopadu 1999  | letec VVS                   | 7. května 1967                                               | Sojuz T-2/Saljut 7, 1980 Sojuz T-11/Saljut 7/Sojuz T-10, 1984                                                                                      | 11 dní, 19 hodin a 59 minut  | 20. července 1988                               |
| Viktor Michajlovič Pisarev          | 15. srpna 1941                    | letec VVS                   | 7. května 1967                                               | |                              | 21. května 1968                                 |
| Michail Vladimirovič Sologub        | 6. listopadu 1936 4. srpna 1996   | letec VVS                   | 7. května 1967                                               | |                              | 20. září 1968                                   |
| Anatolij Nikolajevič Berezovoj      | 11. dubna 1942 20. září 2014      | letec VVS                   | 27. dubna 1970                                               | Sojuz T-5/Saljut 7/Sojuz T-7, 1982 | 211 dní, 9 hodin a 4 minuty  | 31. října 1992                                  |
| Anatolij Ivanovič Dědkov            | 24. července 1944 16. září 2016   | letec VVS                   | 27. dubna 1970                                               | |                              | 20. dubna 1983                                  |
| Vladimir Alexandrovič Džanibekov    | 13. května 1942                   | letec VVS                   | 27. dubna 1970                                               | Sojuz 27/Saljut 6/Sojuz 26, 1978 Sojuz 39/Saljut 6, 1981 Sojuz T-6/Saljut 7, 1982 Sojuz T-12/Saljut 7, 1984 Sojuz T-13/Saljut 7, 1985              | 145 dní, 15 hodin a 59 minut | 24. června 1986                                 |
| Nikolaj Nikolajevič Fefelov         | 20. května 1945                   | inženýr RVSN                | 27. dubna 1970                                               | |                              | 15. listopadu 1995                              |
| Valerij Vasiljevič Illarionov       | 2. června 1939 10. března 1999    | inženýr CPK                 | 27. dubna 1970                                               | |                              | 30. října 1992                                  |
| Jurij Fjodorovič Isaulov            | 31. srpna 1943                    | letec PVO                   | 27. dubna 1970                                               | |                              | 29. ledna 1982                                  |
| Vladimir Ivanovič Kozlov            | 20. října 1945 2. března 2012     | letec VVS                   | 27. dubna 1970                                               | |                              | 28. května 1973                                 |
| Leonid Ivanovič Popov               | 31. srpna 1945                    | letec PVO                   | 27. dubna 1970                                               | Sojuz 35/Saljut 6/Sojuz 37, 1980 Sojuz 40/Saljut 6, 1981 Sojuz T-7/Saljut 7/Sojuz T-5, 1982                                                        | 200 dní, 14 hodin a 46 minut | 13. června 1987                                 |
| Jurij Viktorovič Romaněnko          | 1. srpna 1944                     | letec VVS                   | 27. dubna 1970                                               | Sojuz 26/Saljut 6/Sojuz 27, 1977/78 Sojuz 38/Saljut 6, 1980 Sojuz TM-2/Mir/Sojuz TM-3, 1987                                                        | 430 dní, 18 hodin a 21 minut | 11. října 1988                                  |
| Leonid Georgijevič Ivanov           | 25. června 1950 24. října 1980    | letec VVS                   | 23. srpna 1976                                               | |                              | 24. října 1980                                  |
| Leonid Kosťantynovyč Kadeňuk        | 28. ledna 1951 31. ledna 2018     | letec VVS                   | 23. srpna 1976                                               | |                              | 22. března 1983                                 |
| Nikolaj Tichonovič Moskalenko       | 1. ledna 1949 26. listopadu 2004  | letec VVS                   | 23. srpna 1976                                               | |                              | 30. června 1986                                 |
| Sergej Filipovič Protčenko          | 3. ledna 1947                     | letec VVS                   | 23. srpna 1976                                               | |                              | 28. dubna 1979                                  |
| Jevgenij Vladimirovič Salej         | 1. ledna 1950                     | letec VVS                   | 23. srpna 1976                                               | |                              | 1. října 1987                                   |
| Anatolij Jakovlevič Solovjov        | 16. ledna 1948                    | letec VVS                   | 23. srpna 1976                                               | Sojuz TM-5/Mir/Sojuz TM-4, 1988 Sojuz TM-9/Mir, 1990 Sojuz TM-15/Mir, 1992/93 STS-71/Mir/Sojuz TM-21, 1995 Sojuz TM-26/Mir, 1997/98                | 651 dní a 3 minuty           | 2. února 1999                                   |
| Vladimir Georgijevič Titov          | 1. ledna 1947                     | letec VVS                   | 23. srpna 1976 26. července 1994 20. prosince 1996           | Sojuz T-8, 1983 Sojuz TM-4/Mir/Sojuz TM-6, 1987/88 STS-63, 1995 STS-86/Mir, 1997                                                                   | 387 dní a 49 minut           | 6. dubna 1990 30. listopadu 1995 20. srpna 1998 |
| Vladimir Vladimirovič Vasjutin      | 8. března 1952 19. července 2002  | letec VVS                   | 23. srpna 1976                                               | Sojuz T-14/Saljut 7, 1985 | 64 dní, 21 hodin a 52 minut  | 25. února 1986                                  |
| Alexandr Alexandrovič Volkov        | 27. května 1948                   | letec VVS                   | 23. srpna 1976                                               | Sojuz T-14/Saljut 7, 1985 Sojuz TM-7/Mir, 1988/89 Sojuz TM-13/Mir, 1991/92                                                                         | 391 dní, 11 hodin a 52 minut | 20. srpna 1998                                  |
| Nikolaj Sergejevič Grekov           | 15. února 1950                    | letec PVO                   | 23. května 1978                                              | |                              | 30. prosince 1986                               |
| Alexandr Stěpanovič Viktorenko      | 29. března 1947 10. srpna 2023    | letec VMF                   | 23. května 1978                                              | Sojuz TM-3/Mir/Sojuz TM-2, 1987 Sojuz TM-8/Mir, 1989/90 Sojuz TM-14/Mir, 1992 Sojuz TM-20/Mir, 1994/95                                             | 489 dní, 1 hodina a 35 minut | 21. července 1997                               |
| Vasilij Vasiljevič Ciblijev         | 20. února 1954                    | letec VVS                   | 23. července 1987                                            | Sojuz TM-17/Mir, 1993/94 Sojuz TM-25/Mir, 1997 | 381 dní, 15 hodin a 53 minut | 19. června 1998                                 |
| Valerij Grigorjevič Korzun          | 5. března 1953                    | letec VVS                   | 23. července 1987                                            | Sojuz TM-24/Mir, 1996/97 Expedice 5 na ISS, 2002                                                                                                   | 381 dní, 15 hodin a 42 minut | 17. září 2003                                   |
| Vladimir Nikolajevič Děžurov        | 30. července 1962                 | letec VVS                   | 6. října 1987                                                | Sojuz TM-21/Mir/STS-71, 1995 Expedice 3 na ISS, 2001                                                                                               | 244 dní, 5 hodin a 30 minut  | 12. července 2004                               |
| Jurij Pavlovič Gidzenko             | 26. března 1962                   | letec VVS                   | 6. října 1987                                                | Sojuz TM-22/Mir, 1996 Expedice 1 na ISS, 2000/01 3. návštěvní expedice na ISS, 2002                                                                | 329 dní, 22 hodin a 47 minut | ledna 2004                                      |
| Jurij Ivanovič Malenčenko           | 22. prosince 1961                 | letec VVS                   | 6. října 1987 (do 27. července 2009, znovu od 9. února 2010) | Sojuz TM-19/Mir, 1994 STS-106, 2000 Expedice 7 na ISS, 2003 Expedice 16 na ISS, 2007/08 Expedice 32/33 na ISS, 2012 Expedice 46/47 na ISS, 2015/16 | 827 dní, 9 hodin a 23 minut  | 2. září 2016                                    |
| Viktor Michajlovič Afanasjev        | 31. prosince 1948                 | letec a kosmonaut GKNII VVS | 8. ledna 1988                                                | Sojuz TM-11/Mir, 1991 Sojuz TM-18/Mir, 1994 Sojuz TM-29/Mir, 1999 2. návštěvní expedice na ISS, 2001                                               | 555 dní, 18 hodin a 34 minut | 17. dubna 2006                                  |
| Anatolij Pavlovič Arcebarskij       | 9. září 1956                      | letec a kosmonaut GKNII VVS | 8. ledna 1988                                                | Sojuz TM-12/Mir, 1991 | 144 dní, 15 hodin a 22 minut | 7. září 1993                                    |
| Gennadij Michajlovič Manakov        | 1. června 1950 26. září 2019      | letec a kosmonaut GKNII VVS | 8. ledna 1988                                                | Sojuz TM-10/Mir, 1990 Sojuz TM-16/Mir, 1993 | 309 dní, 21 hodin a 20 minut | 20. prosince 1996                               |
| Sergej Vladimirovič Kričevskij      | 9. července 1955                  | letec PVO                   | 22. dubna 1989                                               | |                              | 1. června 1998                                  |
| Jurij Ivanovič Onufrijenko          | 6. února 1961                     | letec VVS                   | 22. dubna 1989                                               | Sojuz TM-23/Mir, 1996 Expedice 4 na ISS, 2001/02                                                                                                   | 389 dní, 14 hodin a 47 minut | 17. března 2004                                 |
| Gennadij Ivanovič Padalka           | 21. června 1958                   | letec VVS                   | 22. dubna 1989                                               | Sojuz TM-28/Mir, 1998/99 Expedice 9 na ISS, 2004 Expedice 19/20 na ISS, 2009 Expedice 31/32 na ISS, 2012 Expedice 43/44 na ISS, 2015               | 878 dní, 11 hodin a 30 minut | 28. dubna 2017                                  |
| Saližan Šakirovič Šaripov           | 24. srpna 1964                    | letec VVS                   | 8. srpna 1990                                                | STS-89/Mir, 1998 Expedice 10 na ISS, 2004/05 | 201 dní, 14 hodin a 49 minut | 18. července 2008                               |
| Sergej Jurjevič Vozovikov           | 17. dubna 1958 11. července 1993  | letec PVO                   | 8. srpna 1990                                                | |                              | 11. července 1993                               |
| Sergej Viktorovič Zaljotin          | 21. dubna 1962                    | letec VVS                   | 8. srpna 1990 (do 20. října 2004, znovu od 11. ledna 2011)   | Sojuz TM-30/Mir, 2000 4. návštěvní expedice na ISS, 2002                                                                                           | 83 dní, 16 hodin a 35 minut  | 1. května 2014                                  |
| Talgat Amalgeldijevič Musabajev     | 7. ledna 1951 3. srpna 2025       | civilní letec               | 6. března 1991                                               | Sojuz TM-19/Mir, 1994 Sojuz TM-27/Mir, 1998 Sojuz TM-32/ISS/TM-31 (EP-1), 2001                                                                     | 341 dní, 9 hodin a 47 minut  | 27. listopadu 2003                              |
| Oleg Valerjevič Kotov               | 27. října 1965                    | lékař CPK                   | 7. června 1996                                               | Expedice 15 na ISS, 2007 Expedice 22/23 na ISS, 2009/10 Expedice 37/38 na ISS, 2013/14                                                             | 526 dní, 5 hodin a 3 minuty  | 4. května 2016                                  |
| Alexandr Alexandrovič Skvorcov ml.  | 6. května 1966                    | letec PVO                   | 20. června 1997                                              | Expedice 23/24 na ISS, 2010 Expedice 39/40 na ISS, 2014 Expedice 60/61 na ISS, 2019/20                                                             | 545 dní, 23 hodin a 8 minut  | 30. dubna 2022                                  |
| Maxim Viktorovič Surajev            | 24. května 1972                   | letec VVS                   | 24. června 1997                                              | Expedice 21/22 na ISS, 2009/10 Expedice 40/41 na ISS, 2014                                                                                         | 334 dní, 12 hodin a 11 minut | 23. září 2016                                   |
| Valerij Ivanovič Tokarev            | 29. října 1952                    | kosmonaut GKNII VVS         | 19. září 1997 (do března 2008, znovu od března 2009)         | STS-96 na ISS, 1999 Expedice 12 na ISS, 2005/06 | 199 dní, 15 hodin a 7 minut  | července 2009                                   |
| Dmitrij Jurjevič Kondraťjev         | 25. května 1969                   | letec VVS                   | 26. prosince 1997                                            | Expedice 26/27 na ISS, 2010/11 | 159 dní, 7 hodin a 16 minut  | srpna 2012                                      |
| Oleg Jurjevič Moškin                | 23. dubna 1964                    | letec VVS                   | 26. prosince 1997                                            | |                              | 22. března 2002                                 |
| Roman Jurjevič Romaněnko            | 9. srpna 1971                     | letec VVS                   | 26. prosince 1997                                            | Expedice 20/21 na ISS, 2009 Expedice 34/35 na ISS, 2012/13                                                                                         | 333 dní, 11 hodin a 0 minut  | 5. listopadu 2014                               |
| Konstantin Anatoljevič Valkov       | 11. listopadu 1971                | letec VVS                   | 26. prosince 1997                                            | |                              | 6. července 2012                                |
| Sergej Alexandrovič Volkov          | 1. dubna 1973                     | letec VVS                   | 26. prosince 1997                                            | Expedice 17 na ISS, 2008 Expedice 28/29 na ISS, 2011 Expedice 45/46 na ISS, 2015                                                                   | 547 dní, 22 hodin a 20 minut | 28. února 2017                                  |
| Jurij Michajlovič Baturin           | 12. června 1949                   | vládní úředník              | 30. dubna 1998                                               | Sojuz TM-28/Mir/Sojuz TM-27, 1998 1. návštěvní expedice na ISS, 2001                                                                               | 19 dní, 17 hodin a 46 minut  | 31. května 2009                                 |
| Jurij Valentinovič Lončakov         | 4. března 1965                    | letec PVO                   | 24. června 1998                                              | STS-100/ISS, 2001 4. návštěvní expedice na ISS, 2002 Expedice 18 na ISS, 2008/09                                                                   | 200 dní, 18 hodin a 39 minut | 13. září 2013                                   |
| Jurij Georgijevič Šargin            | 20. března 1960                   | kosmonaut kosmických vojsk  | 2. září 1998                                                 | 7. návštěvní expedice na ISS, 2004 | 9 dní, 21 hodin a 29 minut   | 28. prosince 2001 (vrácen kosmickým vojskům)    |
| Anatolij Alexejevič Ivanišin        | 15. ledna 1969                    | letec VVS                   | 29. května 2003                                              | Expedice 29/30 na ISS, 2011/12 Expedice 48/49 na ISS, 2016 Expedice 63 na ISS, 2020                                                                | 476 dní, 4 hodiny a 44 minut | 15. října 2021                                  |
| Alexandr Michajlovič Samokuťajev    | 13. března 1970                   | důstojník CPK               | 29. května 2003                                              | Expedice 27/28 na ISS, 2011 Expedice 41/42 na ISS, 2014/15                                                                                         | 331 dní, 11 hodin a 23 minut | 22. května 2017                                 |
| Anton Nikolajevič Škaplerov         | 20. února 1972                    | letec VVS                   | 29. května 2003                                              | Expedice 29/30 na ISS, 2011/12 Expedice 42/43 na ISS, 2014/15 Expedice 54/55 na ISS, 2017/18 Expedice 66 na ISS, 2020/21                           | 709 dní, 8 hodin a 7 minut   | 14. března 2023                                 |
| Jevgenij Igorevič Tarelkin          | 29. prosince 1974                 | letec CPK                   | 29. května 2003                                              | Expedice 33/34 na ISS, 2011/12 | 143 dní, 16 hodin a 15 minut | 1. června 2015                                  |
| Alexandr Alexandrovič Misurkin      | 23. září 1977                     | letec VVS                   | 11. října 2006                                               | Expedice 35/36 na ISS, 2013 Expedice 53/54 na ISS, 2017/18 Sojuz MS-20 na ISS, 2021                                                                | 346 dní, 7 hodin a 4 minuty  | 31. března 2022                                 |
| Maxim Vladimirovič Ponomarjov       | 20. února 1980                    | letec VVS                   | 11. října 2006                                               | |                              | 21. září 2012                                   |
| Sergej Alexandrovič Žukov           | 8. září 1956                      | vědec, manažer a kosmonaut  | 4. května 2010                                               | |                              | 29. dubna 2011                                  |
| Alexej Michajlovič Chomenčuk        | 7. ledna 1975                     | důstojník CPK               | 15. listopadu 2010                                           | |                              | 3. prosince 2012                                |
| Denis Vladimirovič Matvějev         | 25. dubna 1983                    | inženýr CPK                 | 15. listopadu 2010                                           | Expedice 67 na ISS, 2022 | 194 dní, 19 hodin a 2 minuty | 29. července 2024                               |
| Sergej Nikolajevič Rjazanskij       | 13. listopadu 1973                | kosmonaut IMBP              | 1. ledna 2011                                                | Expedice 37/38 na ISS, 2013/14 Expedice 52/53 na ISS, 2017                                                                                         | 304 dní, 23 hodin a 22 minut | 16. července 2018                               |
| Andrej Nikolajevič Babkin           | 21. dubna 1969                    | kosmonaut RKK Eněrgija      | 22. ledna 2011                                               | |                              | září 2024                                       |
| Sergej Nikolajevič Revin            | 12. ledna 1966                    | kosmonaut RKK Eněrgija      | 22. ledna 2011                                               | Expedice 31/32 na ISS, 2012 | 124 dní, 23 hodin a 52 minut | 10. května 2017                                 |
| Michail Borisovič Kornijenko        | 15. dubna 1960                    | kosmonaut RKK Eněrgija      | 22. ledna 2011                                               | Expedice 23/24 na ISS, 2010 Expedice 43/44/45/46 na ISS, 2015/16                                                                                   | 516 dní, 10 hodin a 1 minuta | 1. prosince 2017                                |
| Jelena Olegovna Serovová            | 22. dubna 1976                    | kosmonaut RKK Eněrgija      | 22. ledna 2011                                               | Expedice 41/42 na ISS, 2014/15 | 167 dní, 5 hodin a 42 minut  | 23. září 2016                                   |
| Nikolaj Vladimirovič Tichonov       | 23. května 1982                   | kosmonaut RKK Eněrgija      | 22. ledna 2011                                               | |                              | 31. července 2020                               |
| Svjatoslav Andrejevič Morozov       | 22. srpna 1985                    | kosmonaut RKK Eněrgija      | 25. ledna 2011                                               | |                              | 22. listopadu 2012                              |
| Andrej Ivanovič Borisenko           | 17. dubna 1964                    | kosmonaut RKK Eněrgija      | 10. února 2011                                               | Expedice 27/28 na ISS, 2011 Expedice 49/50 na ISS, 2016/17                                                                                         | 337 dní, 8 hodin a 56 minut  | 26. února 2021                                  |
| Michail Vladislavovič Ťurin         | 2. března 1960                    | kosmonaut RKK Eněrgija      | 26. února 2011                                               | Expedice 3 na ISS, 2001 Expedice 14 na ISS, 2006/07 Expedice 38/39 na ISS, 2013/14                                                                 | 532 dní, 2 hodiny a 52 minut | 18. ledna 2016                                  |
| Oleg Ivanovič Skripočka             | 24. prosince 1969                 | kosmonaut RKK Eněrgija      | 11. června 2011                                              | Expedice 25/26 na ISS, 2010/11 Expedice 47/48 na ISS, 2016 Expedice 61/62 na ISS, 2019/20                                                          | 536 dní, 3 hodiny a 49 minut | 30. listopadu 2021                              |
| Fjodor Nikolajevič Jurčichin        | 3. ledna 1959                     | kosmonaut RKK Eněrgija      | 7. února 2012                                                | STS-112 na ISS, 2002 Expedice 15 na ISS, 2007 Expedice 24/25 na ISS, 2010 Expedice 36/37 na ISS, 2013 Expedice 51/52 na ISS, 2017                  | 672 dní, 20 hodin a 40 minut | 13. prosince 2019                               |
| Oleg Vladimirovič Blinov            | 17. srpna 1978                    | inženýr CPK                 | 26. října 2012                                               | |                              | 20. června 2016                                 |
| Ignat Nikolajevič Ignatov           | 20. března 1982                   | inženýr CPK                 | 26. října 2012                                               | |                              | 19. prosince 2014                               |
| Muchtar Rabatovič Ajmachanov        | 1. ledna 1967                     | kosmonaut Kazachstánu       | 14. srpna 2014                                               | |                              | 30. prosince 2022                               |
| Jevgenij Valerjevič Prokopjev       | 9. března 1986                    | inženýr RKK Eněrgija        | 1. října 2018                                                | |                              | 11. února 2021                                  |
| Sergej Georgijevič Irtuganov        | 10. srpna 1988                    | letecký inženýr             | 1. dubna 2021                                                | |                              | červen 2023                                     |
| Oleg Viktorovič Novickij            | 12. října 1971                    | letec VVS                   | 11. října 2006                                               | E-33/34, 2011/12 E-50/51, 2016/17 E-65, 2021/22 EP-21, 2024                                                                                        | 545 dní, 1 hodina a 39 minut | 27. června 2025                                 |